# Ҥ

Darstellung des kyrillischen Buchstaben ng

Das Ҥ,ҥ  ist ein Buchstabe des kyrillischen Alphabets. Der Buchstabe ist eine Ligatur aus den Buchstaben Н und Г und steht für den stimmhaften velaren Nasal [⁠ŋ⁠]. In der lateinischen Transkription wird er als ň oder ng dargestellt.

## Verwendung
In vier nichtslawischen Sprachen wird dieser Buchstabe verwendet:
- Aleutische Sprache
- Altaische Sprache
- Jakutische Sprache
- Mari